# Amorphophallus barthlottii
Amorphophallus barthlottii är en kallaväxtart som beskrevs av Stephan Ittenbach och Wolfram Lobin. Amorphophallus barthlottii ingår i släktet Amorphophallus och familjen kallaväxter. Inga underarter finns listade.

## Bildgalleri

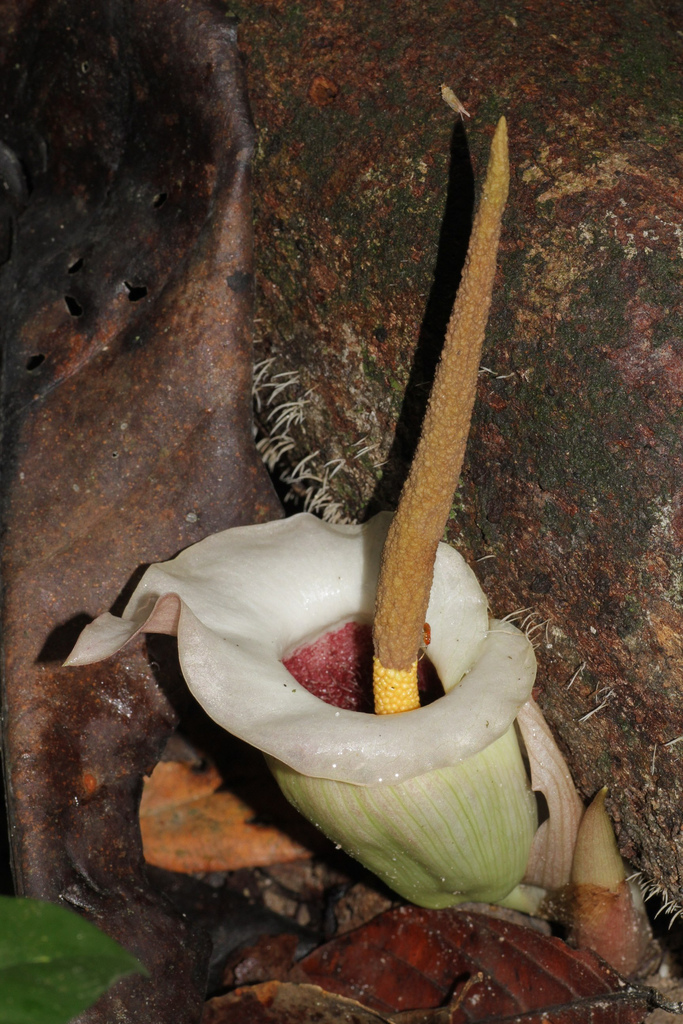